# Мамед Емін Расулзаде
Мамед Емін Гаджи Молла Алєкбер огли Расулзаде (азерб. Məmməd Əmin Axund Hacı Molla Ələkbər oğlu Rəsulzadə; (31 січня 1884 , Новхани, Бакинський повіт, Бакинська губернія, Російська імперія  — 6 березня 1955 , Анкара, Туреччина ) — азербайджанський державний, політичний і громадський діяч, журналіст і драматург, голова Національної Ради Азербайджану в 1918 році, член азербайджанської еміграції. Його вислів «Bir kərə yüksələn bayraq, bir daha enməz!» («Колись піднятий прапор ніколи не впаде!») став девізом руху за незалежність в Азербайджані в 20 столітті.

## Раннє життя
Мамед Емін Расулзаде народився в Новхани, неподалік від Баку, в сім'ї мулли, здобув освіту в російсько-мусульманській середній школі, а потім у Технічному коледжі в Баку. У роки навчання він створив «Мусульманську молодіжну організацію Мусават», першу таємну організацію в сучасній історії Азербайджану, а з 1903 року Расулзаде почав писати статті в різних опозиційних газетах і журналах. У той час його антимонархічна платформа та вимоги до національної автономії Азербайджану порівнювали його з соціал-демократами та майбутніми комуністами. У 1904 р. Він заснував першу мусульманську соціал-демократичну організацію «Гуммет» та став головним редактором своїх газет, «Tekamul» («Еволюція», 1906—1907) та азерб. Yoldaş («Товариш», 1907). Расулзаде також опублікував багато статей у безпартійних газетах, таких як азерб. Həyat, Irshad та журналі Füyuzat. Його драматична п'єса під назвою «У темряві» була поставлена в Баку в 1908 році.
Расулзаде та його співробітники були представниками азербайджанської інтелігенції. Більшість із них, включаючи самого Расулзаде, були членами Бакинської організації Російської соціал-демократичної робітничої партії (більшовиків) у 1905 р. Фотографія існує в радянських архівах, на якій зображено Расулзаде з Прокопієм Джапарідзе та Мешаді Азізбековим, Більшовики, які згодом прославились двома з 26 бакинських комісарів, розстріляних під час громадянської війни. Під час Першої російської революції (1905—1907) Расулзаде активно брав участь у революційних подіях. Саме Расулзаде врятував молодого Йосипа Сталіна в 1905 році в Баку, коли поліція шукала останнього як активного підбурювача повстань.
У 1909 році під переслідуванням царської влади Расулзаде втік із Баку для участі в Іранській конституційній революції 1905—1911 років. Перебуваючи в Ірані, Расулзаде редагував газету Iran-e Azad, став одним із засновників Демократичної партії Персії і почав видавати свою газету Irān-e Now, що означає «Новий Іран» і яку назвали «найбільша, найважливіша і найвідоміша з перських газет, і перша, що з'являється у великих розмірах, звичайних в Європі». У 1911 р.р. Расулзаде також опублікував свою книгу «Saadet-e bashar» («Щастя людства») на захист революції.
Після вступу російських військ в Іран у 1911 році та у співпраці з англійцями, допомагаючи Каджарському суду покласти край іранській конституційній революції, Расулзаде втік до Стамбула, тоді столиці Османської імперії. Тут, на шляху молодої турківської революції, Расулзаде заснував журнал під назвою Türk yurdu («Земля турків»), в якому опублікував свою відому статтю «Іран Турклери» про іранських турків.

## Партія Мусават та Азербайджанська Демократична Республіка

Перший прапор Азербайджанської Демократичної Республіки (до 9 листопада 1918 р.)

Після Закону про амністію 1913 року, присвяченого 300-річчю династії Романових, Расулзаде повернувся до Баку, покинув партію Хуммета, до якої він був раніше, і приєднався до тодішньої таємної партії Мусават (Рівність) у 1913 р., Заснованої в 1911 р., Яка спочатку пропагували пан-ісламістські, пантуркістські та соціалістичні ідеї а точніше — панісламізм, але прихильний до більшої культурної зв'язку з тюркським світом та яка з часом стала азербайджанською націоналістичною партією і швидко стала її керівником. У 1915 році він почав видавати партійну газету Açıq Söz («Відкрите слово»), яка тривала до 1918 року. Коли відбулася лютнева революція, Мусават разом з іншими таємними політичними партіями в Російській імперії швидко легалізувався і став провідною партією мусульман Кавказу після об'єднання з Партією тюркських федералістів на чолі з Насібом Юсіфбейлі. революція жовтня 1917 року, призводять до відокремлення Закавказзя від Росії і Расулзаде став главою мусульманської фракції в Сеймі, парламенті Закавказької Федерації. Після розпаду Закавказької Федерації, мусульманської фракції реорганізована в Національну раду Азербайджану, головою якого Расулзаде був одноголосно обраний у травні 1918 року.
28 травня 1918 р. Національна рада Азербайджану на чолі з Расулзаде оголосила незалежну Азербайджанську Республіку. Расулзаде також ініціював створення Бакинського державного університету спільно з Рашидом Ханом Гаплановим, міністром освіти при фінансуванні нафтового барона Хаджі Зейналабдіна Тагієва в 1919 році. Расулзаде викладав османську літературу в університеті.
Після розпаду Азербайджанської Демократичної Республіки у квітні 1920 р. Расулзаде покинув Баку і пішов у сховище в гірському селі Лахік, Ісмаїллі, щоб направити опір радянізації. Але в серпні 1920 року, після того як радянська російська армія придушила заколоти Ганжі, Карабаха, Загатала та Ланкарана на чолі з екс-офіцерами Азербайджанської національної армії, Расулзаде заарештували і доставили до Баку. Лише завдяки ранньому порятунку Йосифа Сталіна, коли Расулзаде сховав Сталіна від поліції, Расулзаде був звільнений і переведений з Азербайджану до Росії. Наступні два роки Расулзаде працював представником преси при Комісаріаті з питань націй у Москві. Він був відряджений до Петербурга в 1922 році, звідки втік до Фінляндії.

## Вигнання

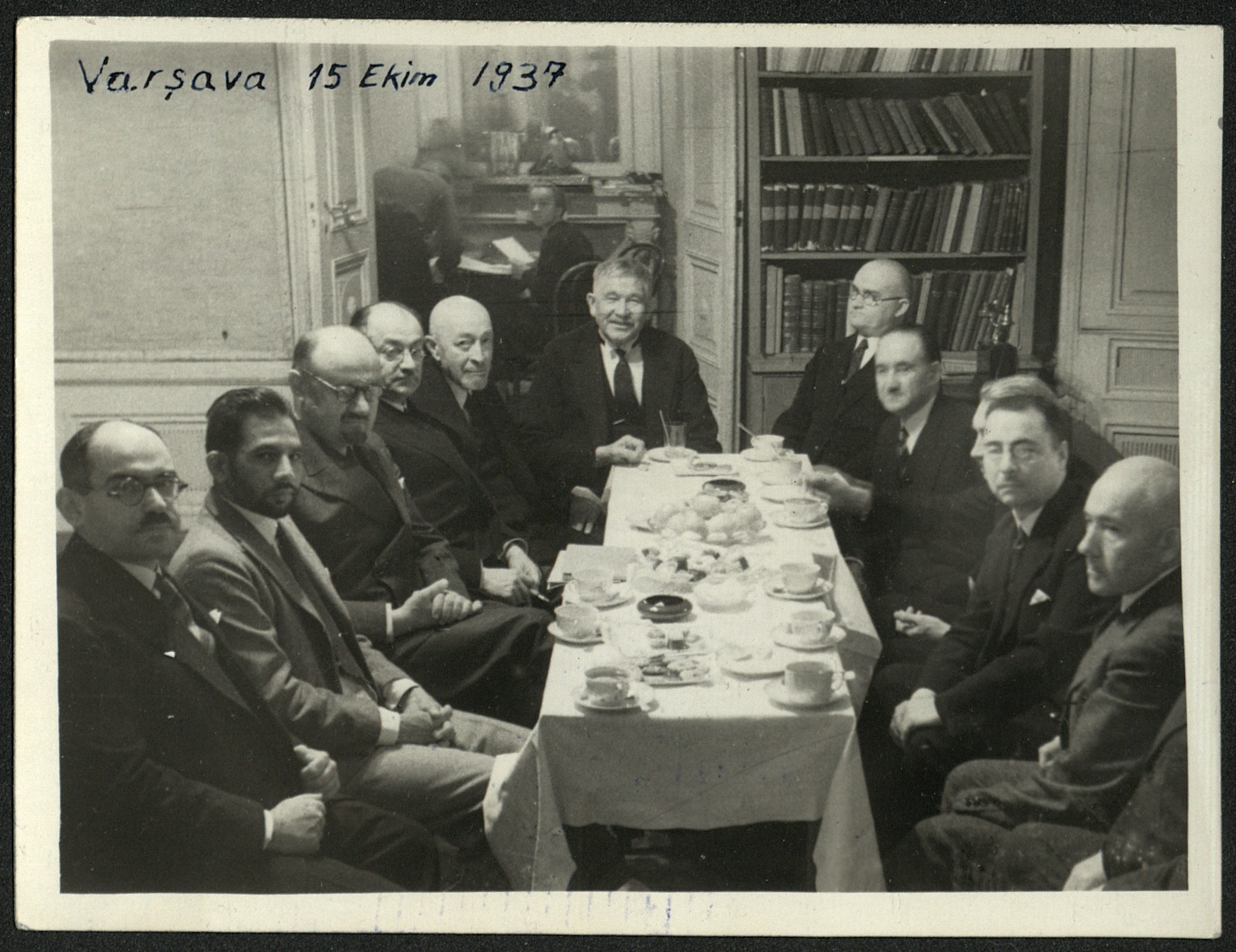
Під час святкування 40-річчя творчої діяльності Гаяза Ісхакі у Варшаві, 1937 р. Ліворуч сидять: 3-й Р. С.Смаль-Стоцький, 4-й В.-Г. Джабагієв, 6-й Г. Ісхакі, 7-й М. М. Ковальський, 8-й М. Е. Расулзаде

Решту життя Расулзаде спочатку жив у вигнанні в Туреччині. У період з 1923 по 1927 рік він був головним редактором журналу під назвою «Новий Кавказ» («Єні Кафкасія»), який був закритий урядом кемалістів на прохання Москви. Расульзаде продовжував публікувати різні статті, газети та журнали з 1928 по 1931 рік у Туреччині. Тим не менше, 1931 придушення емігрантських видань збіглося з вигнанням Расулзаде з Туреччини, а деякі побачили, що в результаті обвалення радянського тиску.[джерело?] У вигнанні Расулзаде опублікував брошуру під назвою «Про пантюркізм у зв'язку з кавказькою проблемою», в якій він твердо висловив свою точку зору: пантюркізм — це культурний рух, а не політична програма. Таким чином, він вирушив до Польщі в 1938 році, де познайомився зі своєю дружиною Вандою, племінницею польського державного діяча Юзефа Пілсудського. Після Другої світової війни, повернувся в Анкару, Туреччина у 1947 р., де брав участь у політиці маргінального пантюркістського руху. Через чутливість його присутності в Туреччині, в Ірані, його часто заслали, Расулзаде «плекав погані спогади як Ірану, так і Туреччини». У своєму зверненні до азербайджанців у 1953 році через «Голос Америки» він наголосив, що сподівається, що одного разу той знову стане незалежним. Помер в 1955 році, у бідності, згідно з Томасом Гольцом, і був похований на кладовищі Джебеджі Асрі в Анкарі.

## Спадщина та відзнаки

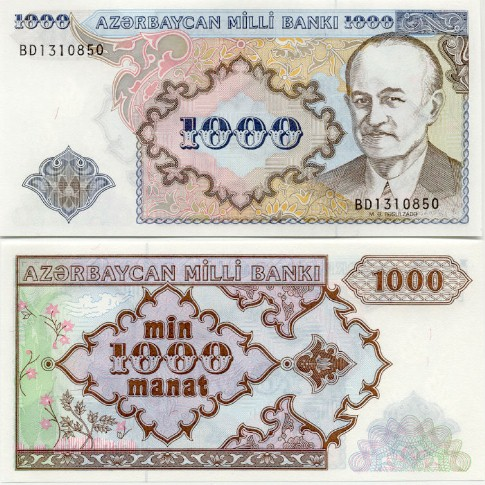
Азербайджанська банкнота 1000 манатів (1993 р.)

Мамед Амін Расулзаде вшанований різними відзнаками по всьому Азербайджану, наприклад, Бакинський державний університет був названий на його честь.
Анатолійська середня школа, названа на його честь, є державною середньою школою в Анкарі.

## Основні роботи
- Вогні в темряві. (п'єса, 1908, не опубліковано)
- Критик партії Етідаліюн. Тегеран, 1910 р. (Перською)
- Щастя людства (Saadet-e basher). Ардебіль, 1911 р. (Перською)
- Нещасне життя (Aci bir hayat). Баку, 1912 рік
- Два погляди на форму правління (разом з Ахметом Саліковим). Москва, 1917
- Роль Мусавата у формуванні Азербайджану. Баку, 1920 рік
- Азербайджанська Республіка: характеристики, утворення та сучасний стан. Стамбул, 1923 рік
- Саявуш нашого століття. Стамбул, 1925 рік
- Кавказькі турки. Стамбул, 1928 рік
- Пантуранізм щодо кавказької проблеми [Архівовано 13 липня 2019 у Wayback Machine.]. Париж, 1930 р. (Російською мовою), передрукований англійською вступкою 1985 р. В Оксфорді
- Про Азербайджанську Республіку. Берлін, 1933 р. (Німецькою мовою)
- Азербайджанська проблема. Берлін, 1938 р. (Німецькою мовою)
- Боротьба Азербайджану за незалежність. Варшава, 1939 р. (Польською мовою)
- Культурні традиції Азербайджану. Анкара, 1949 рік
- Сучасна азербайджанська література. Анкара, 1950 рік
- Сучасна історія Азербайджану. Анкара, 1951
- Великий азербайджанський поет Нізамі. Анкара, 1951
- Національна обізнаність. Анкара, 1978
- Nəsiman Yaqublu, «Məhəmməd Əmin Rəsulzadə ensiklopediyası» Kitab Klubu MMC, 2013, 506 сəх.